# Рошон Маклауд
Рошон Маклауд (англ. Roshown McLeod, нар. 17 листопада 1975, Джерсі-Сіті) — американський професіональний баскетболіст, що грав на позиції легкого форварда за декілька команд НБА.

## Ігрова кар'єра
На університетському рівні грав за команду Сент-Джонс (1993–1995) та Дюк Блю Девілз (1996–1998). 
1998 року був обраний у першому раунді драфту НБА під загальним 20-м номером командою «Атланта Гокс». Професійну кар'єру розпочав 1998 року виступами за тих же «Атланта Гокс», захищав кольори команди з Атланти протягом наступних 3 сезонів.
Другою і останньою ж командою в кар'єрі гравця стала «Філадельфія Севенті-Сіксерс», до складу якої він приєднався 2001 року і за яку відіграв лише частину сезону. Через отриману травму був змушений достроково завершити спортивну кар'єру.